# 12094 Mazumder
12094 Mazumder è un asteroide della fascia principale. Scoperto nel 1998, presenta un'orbita caratterizzata da un semiasse maggiore pari a 2,2369006 UA e da un'eccentricità di 0,1029868, inclinata di 4,44565° rispetto all'eclittica.